# 산울림 5집
《산울림 5집》은 대한민국의 록 밴드 산울림이 1979년 9월 20일에 발표한 다섯 번째 정규 음반이다. 이 음반은 산울림의 음악적 실험과 창의성을 드러내며, 이전 음반들과는 다른 방향으로 나아가는 작품으로 평가된다. 《산울림 5집》은 특히 밴드가 전통적인 록의 틀을 넘어 다양한 장르를 실험한 음반으로 주목을 받았다.

## 배경
《산울림 5집》은 산울림이 군 복무 중이던 김창훈과 김창익의 복귀를 앞두고, 김창완이 홀로 기획한 음반으로, 음반 발매 직전까지 군 복무 중이던 동생들과 함께 작업하기 위해 짧은 휴가 기간을 활용해 집중적으로 녹음되었다. 이 음반은 산울림의 하드 록, 사이키델릭 록, 그리고 프로그레시브 록의 성격이 돋보이는 작품으로, 기존의 산울림 음악에서 한층 더 성숙하고 실험적인 사운드를 지향했다. 김창훈이 주요 작곡을 맡았으며, 김창완은 음반의 프로듀싱과 보컬을 맡아 전체적인 음악적 방향을 이끌었다.
음반의 사운드는 당시 한국 록 음악 씬에서 매우 혁신적이었다. 퍼즈톤과 플랜저 이펙트를 적극적으로 사용하여 거칠고 실험적인 느낌을 강조했으며, 당시 한국 록 음악에서 흔히 사용되던 전형적인 사운드를 탈피했다. 키보드와 현악기의 사용도 눈에 띄며, 〈무녀도〉와 같은 곡에서는 그 당시로서는 매우 독특한 구성과 전개를 선보였다. 또한, 〈포도밭으로 가요〉는 사이키델릭 록을 기반으로 한 곡으로, 몽환적이고 신비로운 분위기를 자아내며 음반의 핵심 트랙으로 손꼽힌다.
《산울림 5집》은 그 당시 한국의 사회적, 문화적 배경을 반영하는 면도 있다. 1970년대 후반은 군사정권 하의 사회적 분위기가 여전히 강했던 시기로, 한국 록 음악은 종종 억압적 환경과 맞서 싸우는 저항적인 성격을 띠었다. 산울림은 그럼에도 불구하고 기존의 서구적 록 음악을 받아들이고 한국적인 정서를 더하여 대중에게 새로운 음악적 메시지를 전달하고자 했다. 또한, 한국 록 음악이 일본, 미국 등 외국의 영향을 크게 받았던 시기였으나, 산울림은 이들 영향력을 차용하면서도 독자적인 색깔을 만들어내며 록 음악의 발전에 기여했다.

## 커버 아트
《산울림 5집》의 커버 아트는 음반의 음악적 실험 정신을 잘 반영한 시각적 요소로, 음반의 제목인 《산울림 5집》을 상징하는 이미지가 특징이다. 커버 디자인에는 선명한 색감과 대조적인 요소가 강조되었으며, 특히 모래시계와 시간의 흐름을 상징하는 시각적 표현이 돋보인다. 이는 음반의 음악적 테마인 시간, 변화, 그리고 인간 존재의 유한성을 암시하는 요소로 해석될 수 있다. 커버 아트는 음반의 복잡한 사운드와 함께 일종의 철학적 메시지를 전달하려는 의도를 담고 있다.

## 리마스터 및 재발매
2023년 2월 22일, 이 음반은 180g LP로 리마스터되어 2,500장 한정으로 발매되었다. 김창완이 직접 감수하였으며, 그래미 어워드 마스터링 엔지니어 황병준이 디지털 리마스터링을, 버니 그런드먼이 라커 커팅을 맡았다.

## 평가
이 음반은 산울림의 음악적 다양성과 실험정신을 잘 보여주는 작품으로, 한국 록 음악사에서 중요한 위치를 차지하고 있다. 특히 〈포도밭으로 가요〉는 프로그레시브 록의 향기를 짙게 품은 신비롭고 몽환적인 명곡으로, 〈무녀도〉는 매력적인 산울림식 하드 록으로 평가된다.

## 곡 목록
| #  | 제목                | 작사   | 작곡   | 재생 시간 |
| -- | ------------------- | ------ | ------ | --------- |
| 1. | 〈한낮의 모래시계〉 | 김창완 | 김창완 | 4:20      |
| 2. | 〈오솔길〉          | 김창훈 | 김창훈 | 3:27      |
| 3. | 〈봄〉              | 김창훈 | 김창훈 | 2:49      |
| 4. | 〈포도밭으로 가요〉 | 김창훈 | 김창훈 | 4:54      |
| 5. | 〈무녀도〉          | 김창완 | 김창완 | 6:37      |
| 6. | 〈이렇게 갑자기〉   | 김창완 | 김창완 | 4:37      |
| 7. | 〈연 띄워라〉       | 김창완 | 김창완 | 4:11      |
| 8. | 〈왜가〉            | 김창완 | 김창완 | 3:39      |
| 9. | 〈백자〉            | 김창익 | 김창완 | 6:04      |